# Bowness-on-Solway
Pour les articles homonymes, voir Bowness.
 (avril 2021).
Si vous disposez d'ouvrages ou d'articles de référence ou si vous connaissez des sites web de qualité traitant du thème abordé ici, merci de compléter l'article en donnant les références utiles à sa vérifiabilité et en les liant à la section « Notes et références ».
Bowness-on-Solway est un village anglais, situé au Nord-Ouest de l'Angleterre, surtout connu comme étant situé à l'extrémité occidentale du mur d'Hadrien.

## Histoire

### Époque romaine
Les Romains ont fait de la plaine de Solway une base militaire. L'importance de cette place atteint son apogée quand l'empereur romain Hadrien fait construire un mur pour se protéger des invasions des tribus calédoniennes venant de l'Écosse et du Nord. Bowness est alors devenu l'extrémité ouest du mur d'Hadrien. Le mur a été renforcé par de nombreux forts, dont le fort Maia,  qui se trouvait à l'emplacement du village. Mais lorsque l'Empire romain s'est effondré, vers 383, le Solway a été abandonné et est rentré dans ce que les habitants appellent « l'âge des ténèbres ».

### Époque viking
Du VIIIe au XIe siècle, les Vikings ont colonisé toute la région, et sans doute laissé en héritage une forme de pêche, connue sous le nom de Haaf net fishing (en).
La zone côtière est ensuite devenue un théâtre de conflits entre Anglais et Écossais. Ainsi, en 1626, les cloches de l'église St-Michaels de Bowness ont été volées par les Écossais, qui les ont jetées dans le Solway. En représailles, les paroissiens ont volé les cloches de Dornock qui sont toujours dans la paroisse à ce jour.